# Punta Rucia
Punta Rusia es un cabo y playa situada en la provincia de Puerto Plata, en la República Dominicana. Se localiza en la bahía de La Isabela, en las proximidades de la playa La Ensenada, el Santuario de Mamíferos Marinos Estero Hondo, y cerca del poblado histórico de La Isabela, considerado el primer asentamiento europeo en el Nuevo Mundo.

## Geografía y entorno
La zona se caracteriza por ser una ensenada de aguas tranquilas, lo que la convierte en un destino frecuentado por visitantes interesados en actividades como el ecoturismo y el esnórquel. Sus playas presentan arena blanca y aguas transparentes. En los alrededores se encuentran varios establecimientos dedicados a la oferta gastronómica basada en productos del mar, como pescados y mariscos.

## Atractivos naturales
Uno de los principales puntos de interés es Cayo Arena, también conocido como Cayo Paraíso, un pequeño banco de arena rodeado por aguas cristalinas y formaciones coralinas. Es conocido por la presencia de peces tropicales, los cuales pueden observarse a poca profundidad, lo que facilita la práctica del esnórquel.

## Origen del nombre
El nombre «Rusia» fue atribuido por Cristóbal Colón, supuestamente inspirado en el color pardo o "rucio" de los animales que observó en el área durante su llegada.

## Turismo
- Punta Rucia - Wikipedia Turismo

Es propicio aclarar que Cayo Arena geográficamente pertenece a Montecristi, y que Punta Rusia es el límite entre las provincias Montecristi y Puerto Plata. Según el Instituto Cartográfico Militar, ‘geográficamente’ Cayo Arena pertenece a Montecristi. Está a unos dos kilómetros y medio de su costa, en el extremo oriental de la provincia, en las coordenadas en UTM 19Q258485.02ME y 2198774.91MN. El cayo tiene una altura aproximada de 5 a 6 metros sobre el nivel del mar (esto cambia según el humor de las olas).
- Datos: Q6093040